# David Julyan
David Julyan, né en 1967 à Cheltenham, est un compositeur britannique de musique de films.

## Biographie
Il a fait ses études à l'University College de Londres où il a rencontré Christopher Nolan, réalisateur avec qui il a plusieurs fois collaboré par la suite, notamment sur Memento et Le Prestige. Il a également composé la musique de plusieurs films d'horreur, dont The Descent et La Cabane dans les bois.
Pour leur première collaboration au cinéma sur le film Following en 1999, le budget total du film se montait à seulement 6 000 dollars, la musique a donc été composée gratuitement par David Julyan, bien que le compositeur annonce, non sans humour, un coût de revient de 8 dollars, qui correspondent au prix de la bande vierge de DAT sur laquelle a été enregistré la partition.

## Filmographie

### Cinéma

#### Longs métrages
- 1999 : Following, le suiveur (Following) de Christopher Nolan
- 2000 : Memento de Christopher Nolan
- 2002 : Insomnia de Christopher Nolan
- 2002 : Happy Here and Now de Michael Almereyda
- 2004 : Spivs de Colin Teague
- 2004 : Inside I'm Dancing de Damien O'Donnell
- 2005 : The Descent de Neil Marshall
- 2005 : Donjons et Dragons, la puissance suprême (Dungeons and Dragons: Wrath of the Dragon God) de Gerry Lively
- 2006 : Opération Matchbox (The Last Drop) de Colin Teague
- 2006 : Le Prestige (The Prestige) de Christopher Nolan
- 2007 : Outlaw de Nick Love
- 2007 : W Delta Z de Tom Shankland
- 2008 : Eden Lake de James Watkins
- 2008 : The Daisy Chain d'Aisling Walsh
- 2009 : The Descent 2 (The Descent: Part 2) de Jon Harris
- 2009 : Heartless de Philip Ridley
- 2011 : La Cabane dans les bois (The Cabin in the Woods) de Drew Goddard
- 2014 : Bachelor Games d'Edward McGown
- 2015 : Hidden de Matt et Ross Duffer
- 2015 : Segon origen de Carles Porta
- 2016 : Bachelor Games d'Edward McGown
- 2016 : Broken Vows de Bram Coppens
- 2016 : The Crucifixion de Xavier Gens
- 2016 : Dangereuse attraction (Broken Vows) de Bram Coppens

#### Courts métrages
- 1996 : Larceny de Christopher Nolan
- 1997 : Doodlebug de Christopher Nolan
- 2006 : Die trojanische Kuh de Barbara Stepansky
- 2015 : Bricks de Neville Pierce
- 2016 : Lock In de Neville Pierce

### Télévision

#### Séries télévisées
- 2001 : The Secret Rulers of the World (mini-série documentaire)
- 2005 : Matrioshki : Le Trafic de la honte (Matroesjka's)
- 2006 : Simon Schama's Power of Art (1 épisode)
- 2012 : Playhouse Presents (1 épisode)
- 2012 : Blackout (3 épisodes)
- 2013 : The Silent War (mini-série documentaire)